# 斎藤孝至
斎藤 孝至（さいとう こうし、1860年4月18日（万延元年3月28日） - 1927年（昭和2年）10月30日）は、日本の海軍軍人。最終階級は海軍中将。

## 経歴
磐城平藩士・斎藤道渓の二男として生まれる。1873年（明治6年）10月、海軍兵学寮（7期）に入寮。1883年（明治16年）11月、海軍少尉任官。1886年（明治19年）3月、参謀次長伝令使に就任。以後、海軍参謀本部副官心得、イギリス留学、「摩耶」「松島」の各分隊長などを経て、1894年（明治27年）5月、海相秘書官となり西郷従道大臣に仕えた。1895年（明治28年）2月、海軍少佐に昇進し軍令部第1局員兼大本営副官に就任した。
1895年12月、侍従武官に転じ、1897年（明治30年）12月、海軍中佐に昇進した。1898年（明治31年）5月、「鎮遠」副長に発令され、同年10月、「常磐」副長に転じ同艦をイギリスから回航した。1899年（明治32年）7月、「筑紫」艦長に就任。「大和」艦長を経て、1899年9月、海軍大佐に進級し「和泉」艦長に着任。
1900年（明治33年）9月、「浪速」艦長となり、同年12月、海軍省副官に転じた。以後、兼軍務局第1課長兼軍務局第2課長、兼軍務局局員を経て、1905年（明治38年）1月、第三艦隊参謀長に就任し日露戦争に出征。日本海海戦などに参戦した。1905年11月、「八雲」艦長となり、その後、佐世保鎮守府参謀長に移り、1906年（明治39年）11月、海軍少将に進級した。
1907年（明治40年）10月、軍令部参謀（第1班長）に就任し、呉予備艦隊司令官を経て、1909年（明治42年）12月、待命となる。1910年（明治43年）12月に休職し、1911年（明治44年）4月17日、海軍中将昇進と同時に予備役編入となった。1916年（大正5年）3月28日、後備役となる。墓所は雑司ヶ谷霊園。

## 栄典・授章・授賞
位階
- 1883年（明治16年）12月25日 - 正八位[3]
- 1887年（明治20年）3月25日 - 従七位[4]
- 1891年（明治24年）12月16日 - 正七位[5]
- 1895年（明治28年）4月15日 - 従六位[6]
- 1898年（明治31年）3月8日 - 正六位[7]
- 1899年（明治32年）11月22日 - 従五位[8]
- 1904年（明治37年）12月5日 - 正五位[9]
- 1909年（明治42年）12月20日 - 従四位[10]
- 1911年（明治44年）5月10日 - 正四位[11]

勲章等
- 1894年（明治27年）11月24日 - 勲六等瑞宝章[12]
- 1895年（明治28年）
  - 10月18日 - 勲五等双光旭日章[13]
  - 11月18日 - 明治二十七八年従軍記章[14]
- 1900年（明治33年）11月30日 - 勲四等瑞宝章[15]
- 1901年（明治34年）11月20日 - 勲三等瑞宝章[16]
- 1902年（明治35年）5月10日 - 明治三十三年従軍記章[17]
- 1906年（明治39年）4月1日 - 功三級金鵄勲章・旭日中綬章・明治三十七八年従軍記章[18]
- 1915年（大正4年）11月10日 - 大礼記念章（大正）[19]
- 1927年（昭和2年）10月30日 - 勲二等瑞宝章[20]

外国勲章佩用允許
- 1903年（明治36年）12月18日 - タイ王国：王冠第二等勲章[21]